# Shibli
Shibli (hebreiska: שבלי) är en ort i Israel.   Den ligger i distriktet Norra distriktet, i den norra delen av landet. Shibli ligger 234 meter över havet och antalet invånare är 4 800.
Terrängen runt Shibli är lite kuperad. Runt Shibli är det ganska tätbefolkat, med 172 invånare per kvadratkilometer. Närmaste större samhälle är Naẕerat ‘Illit, 6,5 km väster om Shibli. Trakten runt Shibli består till största delen av jordbruksmark.